# Опистоцентрусы
Опистоцентрусы (лат. Opisthocentrus) — род морских лучепёрых рыб семейства стихеевых (Stichaeidae). Включает три вида.
Длина тела от 12 см (Opisthocentrus zonope) до 20 см (Opisthocentrus ocellatus).
Представители рода встречаются на северо-западе Тихого океана от Берингова моря до Японии и Корейского полуострова.
Обнаружены от литорали до глубины 335 м.

## Классификация
В роде Opisthocentrus 3 вида:
- Opisthocentrus ocellatus — Глазчатый опистоцентрус
- Opisthocentrus tenuis
- Opisthocentrus zonope